# Эльбасанский университет
Эльбасанский университет имени Александра Джувани (алб. Universiteti i Elbasanit "Aleksandër Xhuvani") — государственное высшее учёбное заведение, расположенное в городе Эльбасан, Албания.

## История
Основан на базе Высшей педагогической школы, действовавшей с 1909 года. В 1971 году школа была реорганизована в Педагогический институт (алб. Institut i Lartë Pedagogjik Aleksandër Xhuvani). В 1991 году на его базе создан университет. Носит имя Александра Джувани, албанского языковеда, писателя, старейшего деятеля народного просвещения Албании.

## Структура
Университет состоит из шести факультетов и одного колледжа.
- Факультет естествознания
- Факультет экономических наук
- Факультет гуманитарных наук
- Факультет иностранных языков
- Факультет педагогики
- Факультет социальных наук
- Медицинский колледж

В рамках университета также существует Центр албанских и балканских исследований (Qendra e Kërkimeve Albanologjike dhe Ballkanike).
В университете обучаются 3500 студентов на очной форме и 4500 студентов на заочной форме обучения. 
Преподавательский состав составляет 245 человек, из них 8 имеют звание профессора. Читают лекции также 44 иностранных приглашённых преподавателей.

## Pектор
- Dr. Vasil Kamami
- Dr. Hysen Shabanaj
- Prof.Dr. Agron Tato
- Prof.Dr. Mehmet Çeliku
- Prof.Dr. Teuta Dilo
- Prof.Dr. Jani Dode
- Prof.Dr. Liman Varoshi